# 殺陣
殺陣（たて）は、演劇・映画・テレビドラマで俳優が格闘シーン時に素手素足もしくは武器を用いた演技。演陣・技斗・擬斗・擬闘とも呼称される。殺陣は主に時代劇、技斗は主に現代劇に用いる。

## 名称の由来
新国劇の座長沢田正二郎が、公演の演目を決める際に冗談で
「殺人」として座付きの作家行友李風に相談したところ、穏やかでない言葉なので「陣」という字を当てることを提案したことが「殺陣」の語源と言われている。この演目は1921年に初めて演じられたが、読みは「さつじん」であった。1936年の沢田の七回忌記念公演で『殺陣田村』として演じられた時から「たて」と読まれるようになった。ただ「タテ（たて）」自体はそれ以前から存在し、歌舞伎の立ち回り（激しい格闘場面とは限らない）の略とされる。なお「さつじん」でも誤りではなく、そう読ませる場合もある。
なお、「技斗」は日活撮影所の殺陣師・高瀬将敏の造語で、時代劇の「殺陣」の名称を現代劇の格闘振り付けの名称として用いるのは先人に失礼と考えて考案された。1954年（昭和29年）に製作された『俺の拳銃は素早い』（野口博志監督）で初めてクレジットに使用された。類語の「擬闘」は新劇から発生した舞台用語で、時代・現代劇を問わず用いられる。
尚、殺陣の「殺」という字が現代において憚る場面がたぶんにあるとして『演陣』と書いて『タテ』と読む事を室町大助（殺陣師／演陣師）が提唱している。

## 映画との関わり
殺陣の歴史的展開は、草創期、展開期、定型化期、殺陣の革新・ポスト黒澤期の5つに分けられる。
草創期は映画が日本に導入された1896年～1920年代前半までを指す。時代劇映画の出発点は歌舞伎の舞台の引き写しであり、殺陣も歌舞伎の「殺陣の型」を模倣したものであった。そんな中で、尾上松之助は歌舞伎から離れたテンポで殺陣を加え、多くの観客の心をつかんだ。
展開期は1920年代～1945年までを指す。この時期には、真剣を使わずにスピード感やリアリティがある新国劇の殺陣や垂直方向や水平方向に移動するアクロバティックな動きをする外国映画、ダンス的コレオグラフィーの導入などの影響を受けた。
定型化期は東映時代劇全盛期の1950年代を指す。東映全盛期のスターの半分は、戦前からのスターであり、歌舞伎的舞踊的な動きを身につけていたため、殺陣にも自然と舞踊的要素が濃厚になった。この風潮を一変させたのが黒澤明の時代劇で、黒澤は斬れば音が出て血が流れるリアリティのある殺陣を生み出した。
ポスト黒澤期は1962年以降を指すが、基本的に黒澤の行った殺陣の革新を繰り返すに留まる。
殺陣は劇団の研究所で俳優の正式科目として採用されているが、これまでは指導・育成する団体は少なく、日本では1960年代以前、俳優の代わりに吹き替えで対応されることが多かった。戦闘シーンで相手役がおらず不都合が生じていた千葉真一は1970年にJACを設立し、吹き替えでなく演じることのできる俳優を育成し始めている（#団体・人物・商品を参照）。

## 演劇上の意義
クレジットタイトルなど、一般的には時代劇のものを殺陣 / 演陣、現代劇のものを技斗・擬闘・擬斗という。また一般的に殺陣は刀等を用いたアクションなのに対し、技斗はそれらを用いない素手のアクションが中心である。なお、技斗は現代殺陣ともいう。またチャンバラを剣殺陣ということもある。しかし、殺陣の本道は本来は時代劇であり、現代殺陣や剣殺陣などといったその場しのぎの表現は正しくなく、殺陣＝時代劇であるべきであると殺陣師の室町大助は語っている。また数カ月アクションを習った者がアクションを下地に殺陣師を名乗り指導する事が近年多く、その為による事故などの危険性と日本が誇る伝統芸能である殺陣の真髄の保守もこれからの演劇には必要だと室町は語っている。これは室町と親交のあった故林邦史朗も同じ意見であった。
難度が高く危険の大きいシーンはスタントマンが演じることもあるが、これらのシーンも可能であれば俳優本人が演じたほうが作品の満足度は上がる。
俳優へ指導や人選をする者を殺陣師 / 演陣師（たてし）または技斗（擬斗・擬闘）スタッフと呼ぶ。殺陣師とは別に近年の映画ではアクション監督がある。アクション監督は通常の殺陣師と違い、カメラアングルなどに関する権限も有する。日本のアクション監督に相応するのは、セカンドユニットの監督であるとされる。
ハリウッド映画では「アクションスーパーバイザー」と呼ばれており、格闘専門の指導スタッフは殺陣の振付師（ファイト・コレオグラファー）と呼ばれる。
殺陣は演者がその実力を示すものであり、演者の魅力の一つでもある。だれが、1番殺陣が上手いのか？殺陣を愛する者のテーマの一つである。しかし、多分に好き嫌いの好みも入るのも事実である。
殺陣の上手い役者で名が上がる者は、近衛十四郎、 若山富三郎、萬屋錦之介など名だたる名優があるが、近年では若山富三郎がNo.1と言われている。映画魔界転生のラストシーン江戸城炎上での立ち回りや映画子連れ狼の技の切れや凄味が素晴らしい。存命の役者では、薙刀ならば真田広之。二刀流の優美さなら里見浩太朗。技術や総合的な面から若山富三郎的な殺陣の後継者とも呼ばれる殺陣の名手室町大助などの名があがる。殺陣は役者の持ち味であり武器である。今後も殺陣を収めた若き役者の登場が期待される。

## 殺陣とアクションの歩み
戦前の邦画アクションは時代劇の殺陣が中心で、現代活劇のアクションには技斗という名称もまだなく傍流の位置づけであった。『子連れ殺人拳』や『激殺! 邪道拳』では、千葉真一と戦闘相手のジャパンアクションクラブの演者は実際に殴打技・蹴り技を打撃し合い、これらをノーマルスピードからハイスピードへ切り替わりながらワンカットで撮影された。当時はCGがなかったためにこの技法が採用され、信憑性と凄みのある映像となっている。ほかにも五社英雄は斬られた時の効果音の開発や、鉄身を使って刃引きはしてあるものの重量は真剣と同じものを使用し、夏八木勲を主演に据えた『牙狼之介』と『牙狼之介 地獄斬り』では、様式美的な殺陣とは対極的なリアル感を表現していた。夏八木は「東映京都撮影所では竹光を使うが、五社さんの場合は鉄身だから刀と刀がぶつかると『パシャーン』といい音がして、火花が散ることもあった。五社さんは『刀は本当に当てろ。当てないと噓になるからな』と指示してくるのに対して、東映では腹すれすれで斬ったように見せる流儀があった」と様々な手法があることを語っている。
殺陣の類似例としては、西洋劇のステージ･コンバット（stage combat）があり、これは本当に攻撃や防御を行っているように効果的かつ安全に戦闘シーンを見せる技術をいう。
高瀬将嗣は『基礎から始めるアクション』で、1920年代から30年代のサイレント映画の俳優はスタントマンさながらの演技を行っていた。1923年の『要人無用』で主演を務めたハロルド・ロイドは、別の映画作品の撮影中に指を欠損する事故を負いながらも、時計台にぶら下がるアクションシーンを演じた。サイレント映画にはセリフがなく俳優の体当たりのアクションが演技の原点となっていた。その後、西部劇が登場したが、西部劇の格闘シーンはベア・ナックル・ファイトと呼ばれ、日本の現代活劇の殺陣にも影響を与えた。さらに、1970年代のブルース・リーの『燃えよドラゴン』（1973年）などの格闘シーンは、その後のアクション・スタイルを一変させた。以上を紹介している。
CG、特撮技術の進歩で役者と殺陣のあり方が変化している昨今だが、役者自身が鍛錬、研鑽を重ね、一途に殺陣を極める姿勢も伝統芸能として大切であると考える。

## 小道具
厳しくリアリティを追求する場合や、俳優が殺陣の技術に優れている場合には本物の素材で作られている武器を用いることもあるが、現在は安全や経費の削減のために代用品が用いられることが多い。
日本刀
銀紙を貼った竹光やジュラルミン製の模擬刀が使われることが多い。どちらも、安全性に優れる一方で、「軽い振り」になりがちであるというデメリットもある。
金属製の棒
外見は金属に似た色の布や合皮を用い、ゴムなど、弾力性に優れた素材を内部に詰め込んでいる。
足袋・草履
立ち回りの機敏な動作を要求される演技の際、布底の足袋では滑りやすく、また、セットの床面等で足裏を負傷するのを防ぐために祭足袋が使用される。これは比較的簡易なゴム底を装備した地下足袋の一種だが、作業用の地下足袋に比べて爪先や踵部に補強布が一切なく、ゴム底部以外は普通の足袋と同様に見えるため、足袋はだしの状態で使われる。一方、素足の女優が裸足の状態で屋外撮影を行う場合、足裏の負傷を防止するためとして、あたかも素足であるかのように見せるため、肌色に染色された足袋を装着することがある。
銃器
かつての西部劇では実銃に空包を装填することも多かったが、現代ではステージガンと呼ばれる専用の小道具や市販のモデルガンが使用される。

## 事故
1989年の映画『座頭市』で、撮影中に俳優・鴈龍の振った真剣が殺陣師の首に刺さり死亡する事故が起きた（詳細は座頭市 (1989年の映画)を参照）。これにより、日本俳優連合に「殺陣対策委員会」（後のアクション部会）が設立され、撮影現場での安全対策や傷害保険加入などの問題解決に向かって動き出した。2005年、懸案だった「アクションライセンス制度」が設立され、俳優の殺陣技能の段位制による啓蒙が始まった。

## 団体・人物・商品
※五十音順
団体
- 大野剣友会
- オフィス・ビッグ
- オフィス國井＆悪童児(ワルガキ)
- 菊地剣友会
- 久世七曜会
- 倉田アクションクラブ
- 剱伎衆かむゐ
- 剣武会
- 魂刀流志伎会
- 澤村剣友会
- ジャパンアクションエンタープライズ
- ジャパン・ファイティング・アクターズ
- 室町新殺陣流兵法剣術
- 高瀬道場
- WGK(ダブルジーケー)
- チーム咲人
- 東映剣会
- 取場製作所
- バトル・アクション・チーム
- 安川剣友会
- 湯浅剣睦会
- レッド・エンタテインメント・デリヴァー
- 若駒プロ
- サムライブ
- 刀屋壱

殺陣師
- 足立怜二郎
- 東悦次
- ボブ・アンダーソン
- 石松代伍
- 伊奈貫太
- 伊吹謙太朗
- 伊吹聰太朗
- 上野隆三
- 宇仁貫三
- 近江雄二郎
- 沖野晃司
- 織田幸一
- 尾型伸之介
- 金田治
- 加藤正記
- 菊地竜志
- 久地明
- 楠本栄一
- 久世浩
- 久世竜
- 國井正廣
- 国本圭一
- 栗原直樹
- 渥美博
- 佐々木修平
- 島口哲朗
- 菅原俊夫
- 清家三彦
- 清家一斗
- 瀬木一将
- 高倉英二
- 高瀬将嗣
- 伊達弘
- 田中耕三郎
- 谷明憲
- 名和弓雄
- 土井淳之祐
- 西本良治郎
- 林邦史朗
- 日尾孝司
- 的場達雄
- 三島一夫
- 三好郁夫
- 室町大助
- 森聖二
- 山岡淳二
- 湯浅謙太郎
- 五代新一